# Sven Scheuer
Sven Scheuer (Böblingen, 19 gennaio 1971) è un ex calciatore tedesco, di ruolo portiere.

## Carriera
È stato un calciatore professionista. Ha militato nel Bayern Monaco dal 1988 al 1999, come secondo portiere - alle spalle prima di Raimond Aumann e poi di Oliver Kahn - mettendo insieme 20 presenze in Bundesliga.
Con il Bayern Monaco ha vinto cinque campionati tedeschi (nel 1988-1989, 1989-1990, 1993-1994, 1996-1997, 1998-1999), una Coppa UEFA (nel 1995-1996), una Coppa di Germania e due Coppa di Lega tedesca.
Nel 2000 si è trasferito all'Adanaspor, nel campionato turco, dove rimase una stagione. Poi fece ritorno in Germania al Saarbrucken, prima di una parentesi austriaca al Grazer AK e di un nuovo ritorno in patria all'Osnabruck. Chiuse la carriera nel 2005 nelle categorie minori con lo Schoinaich.
Ha giocato una volta in Nazionale Under-21 nella vittoria 3-0 contro il Lussemburgo nel 1990.

## Palmarès
- Campionato tedesco: 5

Bayern Monaco: 1988-1989, 1989-1990, 1993-1994, 1996-1997, 1998-1999
- Coppa UEFA: 1

Bayern Monaco: 1995-1996
- Coppa di Germania: 1

Bayern Monaco: 1997-1998
- Coppa di Lega tedesca: 2

Bayern Monaco: 1997, 1998